# Bataille de Saint-Omer (1340)
Pour les articles homonymes, voir Siège ou bataille de Saint-Omer.
Guerre de Cent Ans
Batailles
La bataille de Saint-Omer est une action de grande envergure ayant eu lieu le 26 juillet 1340 et faisant partie de la chevauchée d'Édouard III d'Angleterre contre la France au début de la guerre de Cent Ans. La campagne a été lancée à la suite de la bataille de L'Écluse mais s'est montrée cette fois-ci défavorable aux Anglais et a abouti à peu de changement dans la situation des deux parties. La bataille fut le point culminant de la campagne dont le résultat fut un retrait stratégique des forces anglo-flamandes. C'est la première bataille terrestre de la Guerre de Cent Ans.

## La frontière française en 1340
En 1340, le comté de Flandre est un fief du royaume de France mais de fréquentes révoltes et des guerres menées pour son indépendance parsèment le Moyen Âge. Depuis le début de la guerre de Cent Ans, la Flandre se bat de nouveau pour son autonomie, le comte Louis Ier ayant été déposé lors d'un sanglant coup d'État et remplacé par le dictateur Jacob van Artevelde. Édouard III, en quête d'alliés dans sa guerre contre la France, conclut une alliance avec van Artevelde, lui promettant de l'argent et de la laine, vitale à l'économie flamande, en échange d'un soutien flamand pour ses opérations militaires et de la permission pour ses troupes de stationner en Flandre en vue d'une invasion de la France.
Mais Jacob van Artevelde n'a toutefois pas l'intention d'engager toutes ses ressources dans cette guerre et n'a par ailleurs pas pleinement le contrôle des cités marchandes qui ont émergé dans cette région semi-indépendante. Aussi, quand Édouard demande que 150 000 Flamands l'attendent à son arrivée, il est quelque peu surpris de découvrir que seulement une fraction de ce nombre a été rassemblée. Édouard vient de remporter une grande victoire navale à L'Écluse et est déterminé à presser son avantage par une action terrestre. Il donne l'ordre à Robert III d'Artois, ancien prétendant au titre de comte d'Artois, de prendre 1 000 Anglais et plus de 10 000 Flamands qui ont été rassemblés dans la région et de mener une chevauchée pour tenter de provoquer les Français et peut-être de prendre une importante cité fortifiée telle que Saint-Omer. Pendant ce temps, Édouard, resté en Flandre, essaie de rassembler une seconde armée qu'il compte utiliser pour marcher sur Tournai et y mettre le siège.
Les Français sont conscients des préparatifs et des objectifs d'Édouard et fortifient en conséquence leurs forteresses et leurs positions dans la région. Ils lèvent également des troupes dans le Nord de la France et, au mois de juillet, le roi Philippe VI dispose de 25 000 hommes dans la région, la plupart d'entre eux installés dans des places-fortes, notamment Saint-Omer et Tournai.

## La campagne de Robert d'Artois
Saint-Omer retient particulièrement l'attention des commandants français car Robert d'Artois n'a pris aucune précaution pour cacher sa destination en opérant une campagne de destruction sur un chemin menant droit à la ville. Philippe VI a en réaction envoyé un millier d'hommes à Saint-Omer, sous le commandement d'Eudes IV de Bourgogne, et les fait suivre une semaine plus tard par une force de la même importance dirigée par Jean Ier d'Armagnac. Saint-Omer est mise sur le pied de guerre, la majeure partie de sa population est évacuée, ses faubourgs sont démolis et ses murs fortifiés. Contrairement à ce que pense et prétend Robert d'Artois, il n y a pas de partisans pro-flamands dans la ville et le plan de Robert de marcher simplement sur la ville et de s'en faire ouvrir les portes se révèle impossible à réaliser. Néanmoins, il continue à se rapprocher de Saint-Omer et, le 25 juillet, rase la ville voisine d'Arques avant de s'approcher de la lisière orientale de Saint-Omer en prévision d'une attaque.
À l'arrière de Robert, la massive armée de Philippe VI progresse lentement dans sa direction et il devient vite évident aux commandants anglais et flamands que le temps manque pour un siège car dans quelques jours leur armée sera piégée entre l'armée royale et la garnison de Saint-Omer. Forcé de battre en retraite, Robert d'Artois range ses forces devant la ville pour offrir à la garnison une chance de livrer bataille. Il a placé ses meilleures troupes, les archers anglais et les hommes de Bruges et d'Ypres, au centre, avec sur son aile gauche des hommes de Mons et d'Ypres, et sur sa droite d'autres troupes de Bruges. Derrière cette force se trouvent en réserve des hommes de toute la Flandre et le campement de l'armée.  

## La bataille
Eudes de Bourgogne et Jean d'Armagnac savent que Philippe VI approche et sont résolus à attendre son arrivée avant de livrer bataille. Mais ce plan est réduit à néant quand un certain nombre de chevaliers français, désireux de donner l'assaut au mépris des ordres de leurs chefs, charge l'aile gauche de l'armée anglo-flamande. Ils sont repoussés des barricades adverses mais, comme ils font retraite, l'infanterie d'Ypres les suit en terrain ouvert. Voyant cela, les Français font demi-tour et chargent à nouveau, créant une féroce mêlée. Depuis les murs de la ville, les deux commandants français voient une brèche dans la ligne ennemie et organisent une sortie avec 400 de leurs meilleurs chevaliers.
Jean d'Armagnac assaille le flanc gauche adverse, déjà affaibli, et pratique rapidement une percée. Mettant en déroute les Flamands, les chevaliers d'Armagnac entrent dans le campement ennemi et font un massacre sur la réserve totalement désorganisée, tuant des milliers d'hommes alors que ceux-ci prennent la fuite et pillant les bagages. Le chaos qu'ils sèment à l'arrière des lignes anglo-flamandes est néanmoins peu utile car ils perdent la cohésion qui leur aurait permis de tomber sur l'aile droite de Robert d'Artois depuis l'arrière et d'annihiler son armée. Pendant ce temps, les troupes placées au centre et sur l'aile droite soutiennent la charge des chevaliers d'Eudes de Bourgogne avec discipline et font pleuvoir des volées de flèches sur les Français.
Inconscients du carnage qui se déroule derrière eux, les Anglo-Flamands écrasent les Français sous le poids du nombre et les repoussent vers la ville, s'engageant dans une furieuse mêlée dans les rues du faubourg nord, qui n'a pas été démoli. Une violente action d'arrière-garde de la part de la garnison empêche les forces de Robert d'Artois d'entrer dans Saint-Omer et laisse le temps aux chevaliers rescapés d'Eudes de Bourgogne de se réfugier derrière les portes. Personne dans la ville ou dans l'armée de Robert d'Artois n'est conscient que, moins de deux kilomètres derrière eux, les Français sont maîtres du terrain. Comme le crépuscule s'installe, les forces de Robert et de Jean d'Armagnac regagnent leurs positions respectives ce qui a pour résultat une série d'escarmouches débridées dans l'obscurité, sans aucun combat d'importance toutefois.

## Conséquences
Au matin du 27 juillet, l'ampleur du désastre qui a frappé sa réserve apparaît à Robert d'Artois. Ayant échoué à s'emparer de la ville et à vaincre les Français sur le champ de bataille, il sait qu'il doit abandonner sa campagne avant que l'armée de Philippe VI ne lui coupe la retraite vers la Flandre. Abandonnant tout ce qui n'est pas aisément transportable, Robert rejoint l'armée d'Édouard III en prétendant avoir remporté une victoire partielle. Il laisse derrière lui près de 8 000 Flamands tués, en majorité des troupes qui faisaient partie de la réserve, soit beaucoup plus que les Français dont les pertes sont assez faibles. La bataille de Saint-Omer a toutefois peu de conséquences à long terme car les forces principales des deux camps sont intactes et la situation stratégique demeure inchangée. Il y a néanmoins trois conséquences à court terme. Tout d'abord, le moral des troupes flamandes de l'armée d'Édouard s'effondre, ce qui provoque de graves problèmes à l'intérieur de l'armée qui va se diviser sur des discussions à propos de la solde et de la confiance en son commandant. Ensuite, le Sud de la Flandre est laissé sans défense car les hommes prévus pour ce faire sont morts devant Saint-Omer et les Français sont donc libres de mener des raids dans cette zone et de causer des ravages à l'arrière de l'armée d'Édouard, ce qui provoque des problèmes de ravitaillement. Et enfin, les villes qui ont souffert le plus de pertes durant la bataille, Bruges et Ypres, ainsi que quelques bourgeois de Gand, font des ouvertures de paix à Philippe VI et amoindrissent leur soutien donné aux Anglais en termes d'hommes et de provisions. Édouard III n'est cependant pas découragé dans son projet d'invasion du Nord de la France et, peu après, quitte ses positions à Gand pour mettre le siège devant Tournai, siège qui va se révéler infructueux. 